# 1915 차나칼레교
1915 차나칼레교(튀르키예어: 1915 Çanakkale Köprüsü, Çanakkale Boğaz Köprüsü, 영어: 1915 Çanakkale Bridge, Dardanelles Bridge)는 튀르키예 북서부 차나칼레주에 있는 도로 현수교이다. 라프세키 및 겔리볼루 바로 남쪽에 위치한 이 다리는 마르마라해에서 남쪽으로 약 10km 떨어진 다르다넬스 해협에 걸쳐있다.
다리는 계획된 321-킬로미터 long (199 mi) 길이의 키날리-발리케시르 고속도로의 중심이다. 주경간이 2,023 m (6,637 ft)인 이 다리는 일본의 1,991 m (6,532 ft) 길이의 아카시 해협 대교를 능가하여 세계에서 가장 긴 현수교가 되었다.
다리는 2022년 3월 18일 대통령 레제프 타이이프 에르도안에 의해 공식적으로 개통되었다.

## 같이 보기
- 이스탄불 운하